# Madame Loubens im Bett

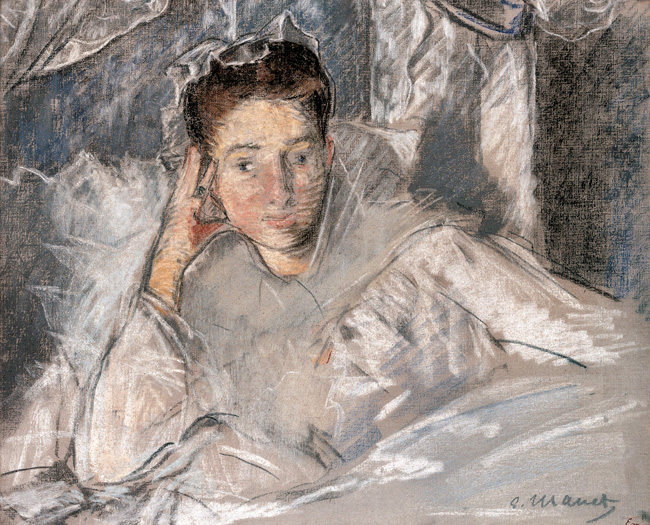
Madame Loubens im Bett
Édouard Manet, um 1878–1882
44,5 × 53,5 cm
Pastell auf Leinwand
Privatsammlung

Madame Loubens im Bett, auch Die Genesende oder Liegende Frau, (französisch: Mme Loubens au Lit) ist ein in Pastell auf Leinwand gezeichnetes Bild von Édouard Manet. Das 44,5 cm hohe und 53,5 cm breite Bild zeigt die mit der Familie Manet befreundete Madame Loubens. Möglicherweise hat Manet die in ihrem Bett liegende Frau während eines Krankenbesuches porträtiert. Das Bild befindet sich in einer Privatsammlung.

## Bildbeschreibung

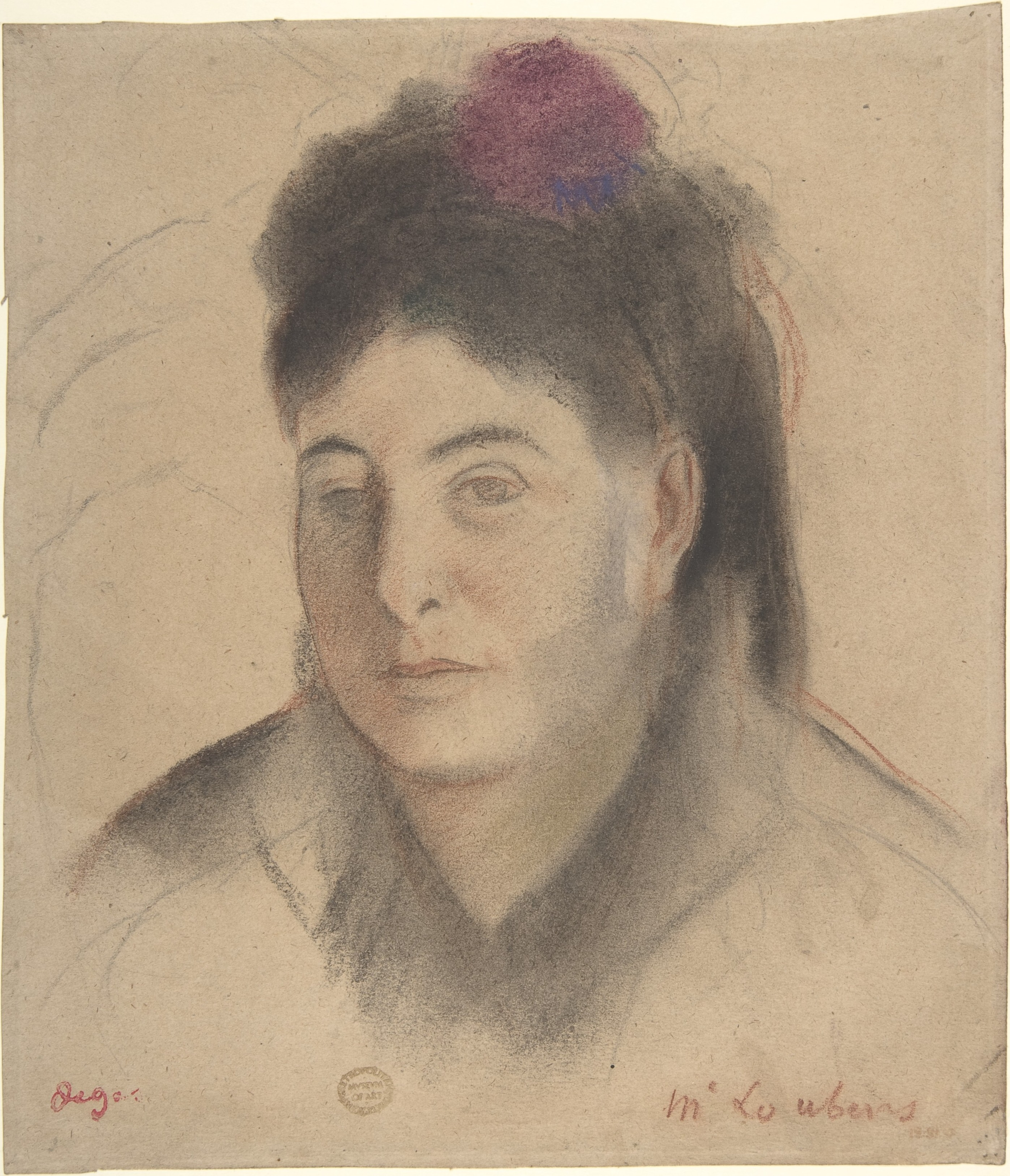
Edgar Degas:
Madame Loubens, um 1869

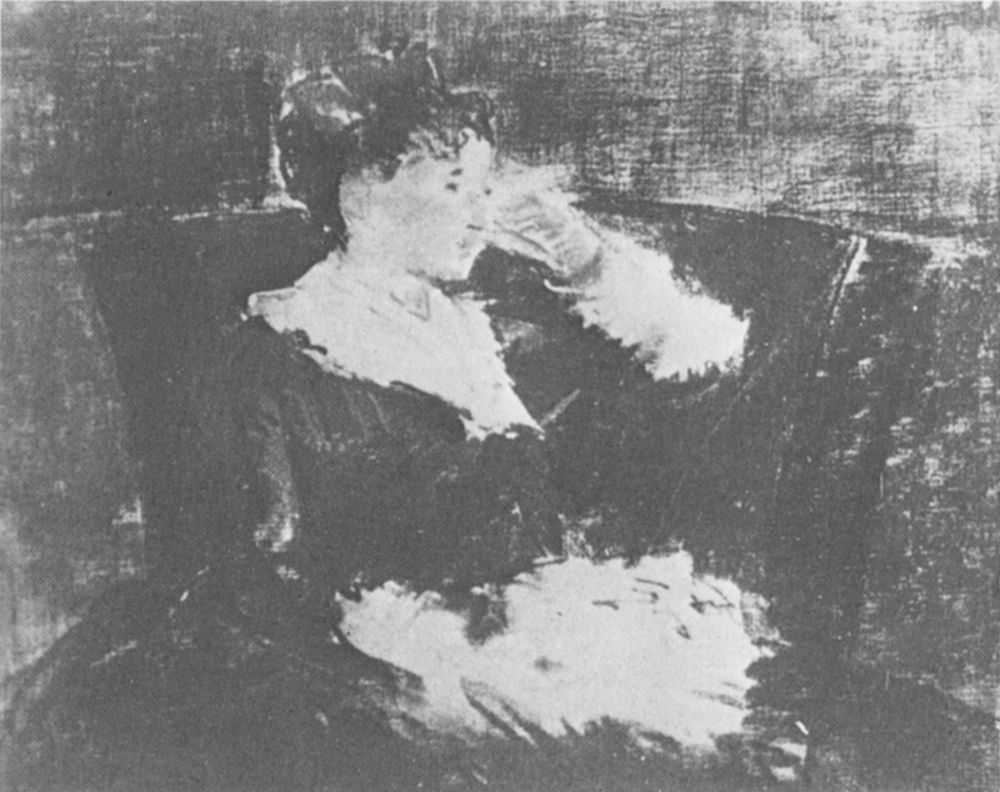
Édouard Manet:
Madame Loubens sitzend, 1880

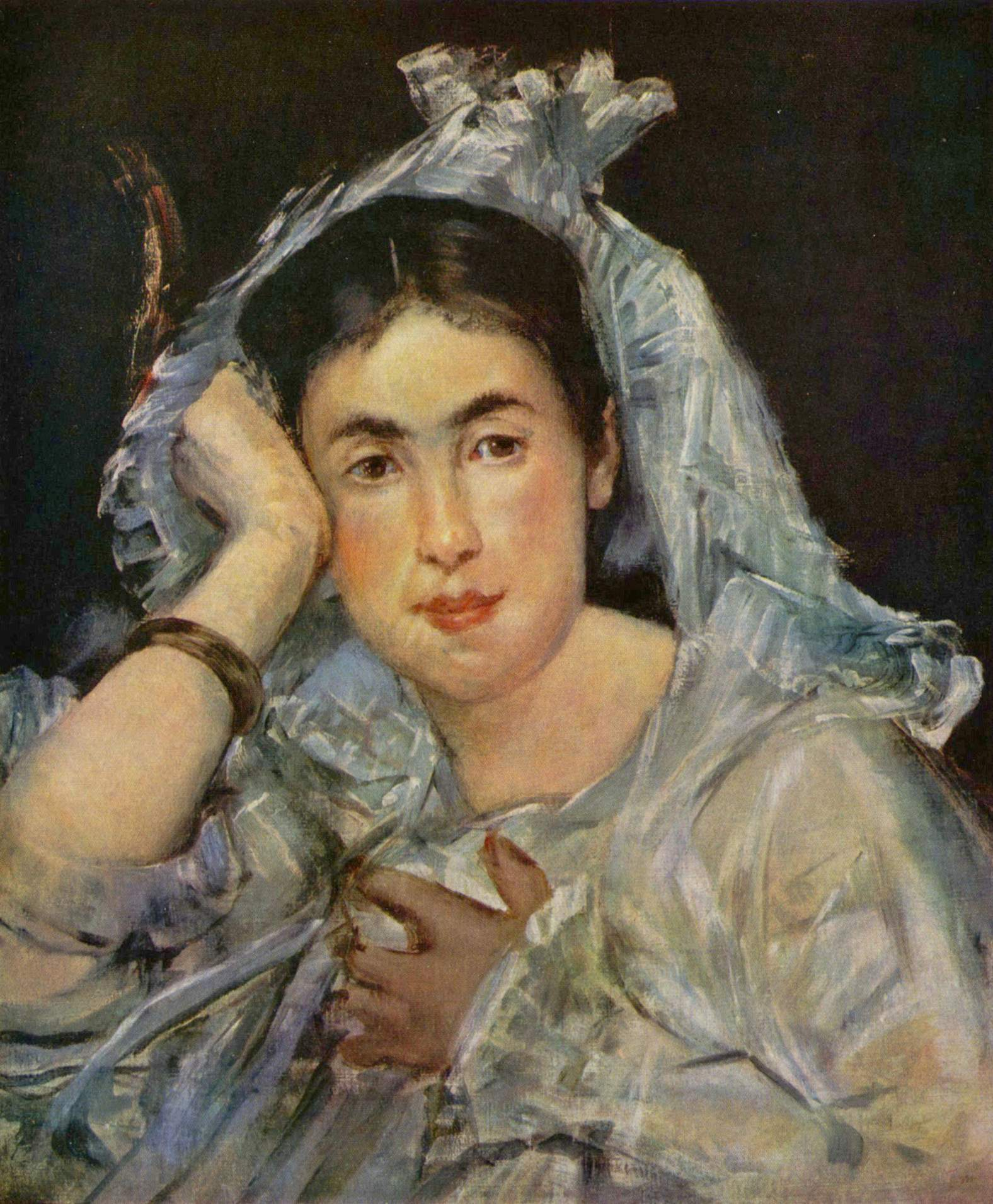
Édouard Manet:
Porträt der Marguerite de Conflans mit Kapuze, 1873

Das Bild zeigt Madame Loubens in ihrem Bett. Manet hat sie in Nahsicht porträtiert, sodass nur das Gesicht und der auf den angewinkelten rechten Arm gelagerte Oberkörper zu sehen sind. Der Kopf ist auf die gespreizten Finger der rechten Hand gestützt und ihr Gesicht ist frontal zum Bildbetrachter ausgerichtet. Manet hat in diesem Bild nur wenige Farben verwendet. Das Gesicht mit länglicher Nase und vollem Lippen zeigt ebenso wie die Hand einen Teint in zarten Rosatönen. Hinzu kommt ein helles Braun für das nach hinten frisierte Haar. Die anderen Bereiche des Bildes sind überwiegend in Weiß und Grau gehalten, wobei die Grautöne teilweise mit braunen und blauen Schraffuren erzielt werden.
Obschon Manet das Bild in großen Bereichen sehr skizzenhaft ausgeführt hat, sind dennoch viele Details erkennbar. Madame Loubens trägt ein langärmliges weißes Nachthemd, das bis zur Taille von einer Bettdecke verhüllt ist. Sie hat ihr Haar teilweise mit einem fast durchsichtigen weißen Tuch bedeckt. Möglicherweise aus gleichem Material und mit dem Kopftuch verbunden, ist ein um den Hals gelegter Stoff. Den Rücken stützt ein großes Kopfkissen. Am oberen Bildrand und hinter der linken Schulter deuten geraffte weiße Stoffe auf ein Himmelbett hin. Ein breiter dunkler Streifen am rechten Bildrand öffnet das Bild in den Raum neben dem Bett, ohne ihn genauer zu definieren.
Manet, der in den 1860er Jahren mit dem Gemälde Olympia einen Skandal ausgelöst hatte, vermied beim Pastellbild Madame Loubens im Bett jegliche sexuelle Anspielungen. Während die Olympia nackt auf dem Bett liegend den ganzen Körper zur Schau stellt, ist Madame Loubens weitestgehend in Weiß, die Farbe der Unschuld, gehüllt. Das Bild ist unten rechts mit „E. Manet“ signiert aber nicht datiert.

## Hintergrund
Ab Ende der 1870er Jahre bis zu seinem Tod 1883 schuf Manet eine Reihe von Pastellbildern, in denen er meist Frauen porträtierte. Die Arbeit mit Pastellkreide ermöglichte Manet ein schnelleres Arbeiten, als es für die Ölmalerei notwendig war. Da er gesundheitliche Probleme hatte und ihm langes Stehen Schwierigkeiten machte, griff er in seinen letzten Lebensjahren häufig auf dieses Medium zurück. Eine genaue Datierung des Bildes ist wegen fehlender Aufzeichnungen des Künstlers nicht möglich, sodass als Entstehungsjahr mal 1880 und mal die Zeitspanne 1878–1882 angegeben wird. Zu dieser Zeit war die dargestellte Madame Loubens etwa 40 Jahre alt.
Marie Héloise Claire Loubens gehörte zum Freundeskreis der Familie Manet. Möglicherweise hatte er sie bereits im Gruppenbildnis Musik im Tuileriengarten aus dem Jahr 1862 abgebildet. Sie war zudem mit der Malerin Berthe Morisot befreundet und hat sich wiederholt von Edgar Degas porträtieren lassen, beispielsweise im Pastellbild Madame Loubens (Metropolitan Museum of Art). Etwa zeitgleich mit Madame Loubens im Bett schuf Manet mit Madame Loubens sitzend (Privatsammlung) ein weiteres Pastell seiner Freundin. In beiden Bildern stützt sie den Kopf mit der Hand ab. Bekannt ist, dass Madame Loubens nach dem Tod zweier ihrer Kinder häufig kränklich war. Möglicherweise hat Manet das Bild Madame Loubens im Bett bei einem Krankenbesuch innerhalb kurzer Zeit  geschaffen.
Das Motiv der weiß gekleideten Frau hatte Manet bereits zuvor in verschiedenen Bildern variiert. Größte Ähnlichkeit zu Madame Loubens im Bett weist hierbei das bereits 1873 entstandene Ölgemälde Porträt der Marguerite de Conflans mit Kapuze (Sammlung Oskar Reinhart «Am Römerholz») auf, bei dem die dargestellte Frau ebenfalls den Kopf mit den Arm abstützt und weißer Stoff den Körper umhüllt.

## Provenienz
Das Pastell Madame Loubens im Bett befand sich ebenso wie das zweite Bildnis der Porträtierten, Madame Loubens sitzend, bis zum Tod Manets 1883 in seinem Besitz und ging danach als Erbschaft an seine Frau Suzanne Manet. Diese verschenkte das Bild Madame Loubens sitzend an die Porträtierte und verkaufte das Bild Madame Loubens im Bett Ende 1883 an Anna Dike Riddle Scott aus Philadelphia, Witwe des Eisenbahnunternehmers und Politikers Thomas Alexander Scott. Sie wurde bei ihren Kunstkäufen von der amerikanischen Malerin Mary Cassatt beraten, die die Pariser Kunstszene gut kannte und mit einigen europäischen Malern befreundet war.
Madame Loubens im Bett war eines der ersten Bilder Manets, das in die Vereinigten Staaten gelangte und verblieb mehrere Jahrzehnte im Besitz der Familie Scott. Nach dem Tod von Anna Dike Riddle Scott erbte zunächst ihre Tochter Mary D. Scott das Bild, bevor deren Sohn Clement B. Newholt Besitzer des Pastells wurde. Anschließend erbte das Bild dessen Frau Anna Newholt. Danach kam das  Bild in eine namentlich nicht bekannte Privatsammlung, bevor es über die New Yorker Kunsthandlung Wildenstein and Company 2003 in die Sammlung von Jean Bonna aus Genf gelangte. Bonna lieh das Pastellbild in den Folgejahren wiederholt zu Ausstellungen aus. So war es 2006 in Paris, 2009 in Edinburgh und New York, 2012 in Wien, 2015  in Lausanne zu sehen.